# Theuma pusilla
Theuma pusilla là một loài nhện trong họ Gnaphosidae.
Loài này thuộc chi Theuma. Theuma pusilla được William Frederick Purcell miêu tả năm 1908.